# Kein schöner Land in dieser Zeit

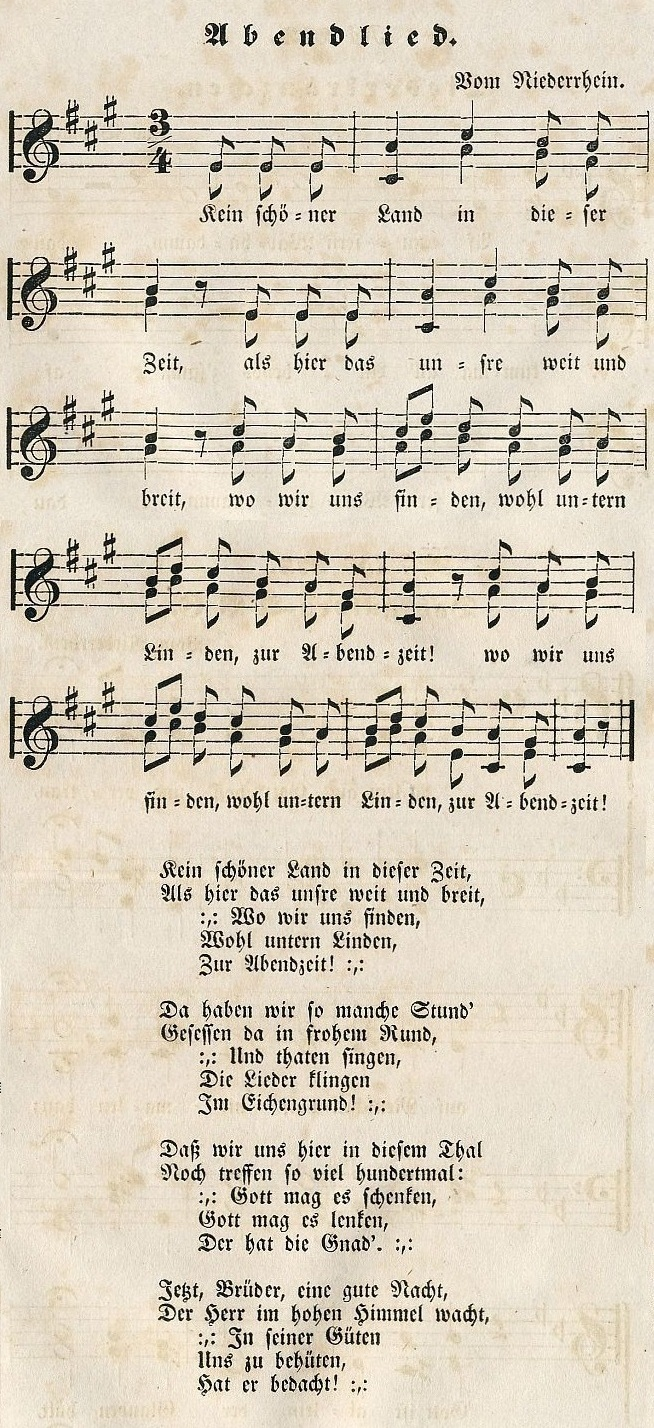
Abendlied, Erstdruck 1840

Kein schöner Land in dieser Zeit ist ein bekanntes Volkslied, das auf Anton Wilhelm von Zuccalmaglio zurückgeht und 1840 erstmals veröffentlicht wurde. Das Lied wurde in nahezu alle Sammlungen traditioneller deutschsprachiger Lieder aufgenommen, so auch in die Liederbücher der Wandervogelbewegung, der Hitlerjugend und des Bunds Deutscher Mädel, es gab Umdichtungen für sozialistische und kirchliche Gruppierungen.

## Geschichte
Zuccalmaglio stellte im zweiten Band der von Andreas Kretzschmer begonnenen Sammlung Deutsche Volkslieder mit ihren Original-Weisen 382 Volkslieder vor, die er, so sein Vorwort, selbst gesammelt habe. Einige Liedtexte wurden allerdings von Zuccalmaglio „im Sinne eines romantischen Volksliedkonzeptes“ selbst verfasst. Darunter befindet sich auch Kein schöner Land in dieser Zeit, das er auf den Seiten 494–495 mit der Überschrift Abendlied als Nr. 274 veröffentlichte.
Zuccalmaglios Herkunftsangabe „Vom Niederrhein“ ist laut Historisch-kritischem Liederlexikon eine literarische Fiktion, die eine Herkunft aus dem niederrheinischen Volksgut vorspiegeln soll. Möglich ist auch, dass sich die Brüder Anton Wilhelm und Vinzenz Jakob von Zuccalmaglio, die in Schlebusch am Rand des Bergischen Landes aufgewachsen waren, als Anwohner des Niederrheins verstanden.

## Text
Das in Wir-Form gehaltene Lied schildert das „Idealbild freundschaftlicher Zusammenkünfte an Sommerabenden in freier Natur“ mit gemeinsamem Gesang. Die Sänger sprechen ihre Hoffnung auf weitere gleichartige Treffen aus und stellen dies der Gnade Gottes anheim, bevor sie sich in der letzten Strophe gegenseitig eine „gute Nacht“ unter Gottes Schutz wünschen.
Alle vier Strophen sind endgereimte Fünfzeiler, die dem Reimschema [aabba] folgen.

## Melodie
Die Melodieⓘ greift verschiedene Volkslieder auf, einzelne Passagen stammen unter anderen aus den Liedern Ich kann und mag nicht fröhlich sein und Ade, mein Schatz, ich muss nun fort. In einer Synopse hat Walter Wiora in seinem Buch Die rheinisch-bergischen Melodien bei Zuccalmaglio und Brahms dargestellt, wie die Worte der unterschiedlichen Liedtexte mit der Melodie übereinstimmten. Er führt das Lied in der Rubrik „I. Alte rheinische und bergische Volksliedweisen“ auf. Zuccalmaglio habe der unveränderten Weise durch sein Gedicht lediglich einen neuen Charakter eingeprägt und zu neuer Bedeutung und Verbreitung verholfen.

## Rezeption
Nach der Veröffentlichung von Kein schöner Land 1912 im Liederbuch Unsere Lieder des Österreichischen Wandervogels etablierte sich das Lied rasch in der Wandervogelbewegung. Sie sangen es am Lagerfeuer und sorgten so für eine weitere Verbreitung in der Jugend- und Singbewegung. Die hohe Popularität des Liedes schlug sich bereits in den 1920er Jahren in einer Anzahl von Umdichtungen zur traditionellen Melodie nieder, so existieren eine sozialistische Umdichtung von 1929 und eine etwa gleichzeitige Fassung für evangelische Mädchen- und Frauenkreise. Eva Öhlke, Mitglied der Neuwerk-Bewegung, fügte in den 1924 veröffentlichten Sonnenliedern den vier bekannten Strophen eine weitere hinzu, die über den Kreis der Neuwerker hinaus Bekanntheit erlangte. Sie lautete:
Ihr Brüder wisst, was uns vereint,

Ein andre Sonne hell uns scheint,

In ihr wir leben, zu ihr wir streben

Als die Gemeind'!
Das Lied Kein schöner Land in dieser Zeit findet sich, abgesehen von Öhlkes Strophe, bis in den Gegenwart in nahezu allen Sammlungen traditioneller deutschsprachiger Lieder. So stand es auch in den Liederbüchern der Hitlerjugend und des Bunds deutscher Mädel und sollte regelmäßig das letzte Lied sein, das die Hitlerjugendeinheiten nach ihren abendlichen Zusammenkünften singen. Eine Analyse aus der Perspektive der Gender Studies kommt zu dem Schluss, dass dieses populäre Lied durch Text und musikalischen Aufbau (idyllische Umgebung, Einigkeit) in Verbindung mit gemeinsamem Gesang „die nationalsozialistische Wahrnehmung Deutschlands als Ort utopischer Harmonie, sowohl im wörtlichen als auch im übertragenen Sinne“ fördern sollte und auf das Konzept der Gleichschaltung im Nationalsozialismus verweist.

## Adaptionen

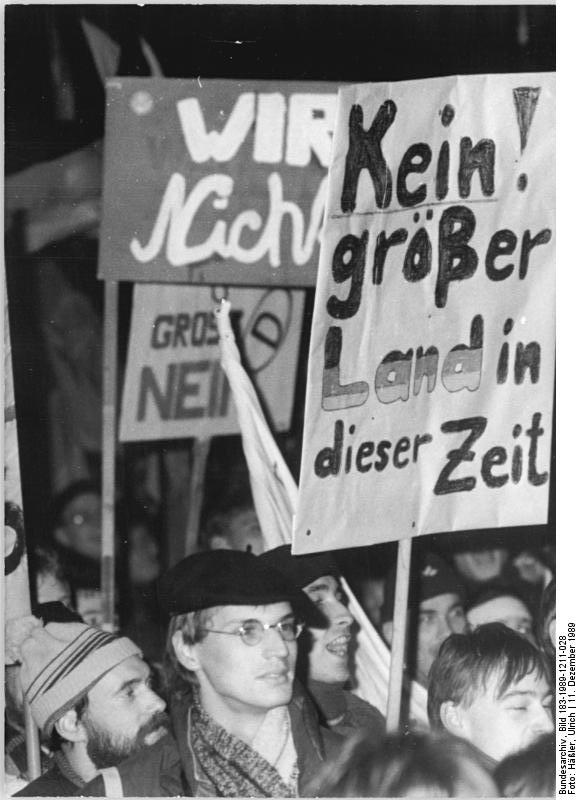
„Kein größer Land in dieser Zeit“ als Abwandlung des bekannten Liedtextes auf einem Plakat bei den Montagsdemonstrationen in Dresden (11. Dezember 1989)

Das Melodiethema findet sich unter anderem in Chorwerken von Hans Lang (Kein schöner Land. Volksliederspiel für zweistimmigen Jugendchor), Otto Jochum (An die Heimat: sein Werk beschauend. Variationen-Suite über das Volkslied „Kein schöner Land …“, op. 152) und Hermann Erdlen (Kleine Hausmusik zum Singen und Spielen über das Volkslied „Kein schöner Land“). Kaum zu überblicken ist die Anzahl der Liedfassungen für Chöre unterschiedlichster Besetzung. Moderne Bearbeitungen stammen von Dieter Süverkrüp (Ein schönes Land, 1963) und der Folkrock-Gruppe Ougenweide (1980). Süverkrüps Parodie des Liedes wurde unter anderem vom Folk-Duo Zupfgeigenhansel auf deren 1983 erschienenes Album Kein schöner Land zur bekannten Melodie aufgenommen und später auch von dessen ehemaligem Mitglied Erich Schmeckenbecher ins Programm genommen. Dieter Süverkrüp beklagt in seinem von religiösen Bezügen befreiten Text in der ersten Strophe die Naturzerstörung („wenn auch die Linden sich selt'ner finden“) und fordert in der letzten Strophe seine Mitmenschen dazu auf, die Erde vor Zerstörung („Todesnacht“) zu bewahren – ohne hier Gefahren wie Krieg oder Raubbau ausdrücklich zu benennen.
Die Titelzeile war namensgebend für Liederbücher, Tonträger und Fernsehsendungen, darunter die von Günter Wewel moderierte Fernsehserie Kein schöner Land und die Politsatire Kein schöner Land unter der Regie von Klaus Emmerich nach einem Drehbuch von Elke Heidenreich. Auch als Buchtitel wurde sie für verschiedenste Literaturgattungen genutzt, Beispiele sind der 2008 mit dem 3sat-Preis ausgezeichnete Roman Kein schöner Land von Patrick Findeis, das Theaterstück Kein schöner Land von Felix Mitterer und die Sachbücher Kein schöner Land. Ein deutscher Umweltatlas von Emanuel Eckardt und Kein schöner Land. Die Zerstörung der sozialen Gerechtigkeit von Heribert Prantl.